# Gymnocalycium mostii
Gymnocalycium mostii je kaktus z rodu Gymnocalycium, původním výskytem v pohoří Sierra de Córdoba v argentinské provincii Córdoba. Druhovým jménem mostii rostlinu pojmenoval německý botanik Gürke na počest sběratele Carlose Mosta, který mu ji poslal ze sběrů v Argentině.

## Popis
Tělo kaktusu je kulovité, barvy tmavě zelené až modrozelené, široké až 13 cm a 6–7 cm vysoké. Tělo je rozděleno většinou na 11–14 žeber, která jsou zařízlá a téměř rozdělená na hrbolaté bradavky. V areolách je obvykle 7 okrajových trnů a 1 přímý středový trn. Květy, vonící po zetlelém listí, jsou bílo-růžové barvy se žlutou bliznou a tyčinkami. Plod je téměř kulový, ca 2 cm dlouhý a 1,5 cm široký, modrozelené barvy, s kulovitými semeny o velikosti 0,7–0,9 mm.

## Galerie

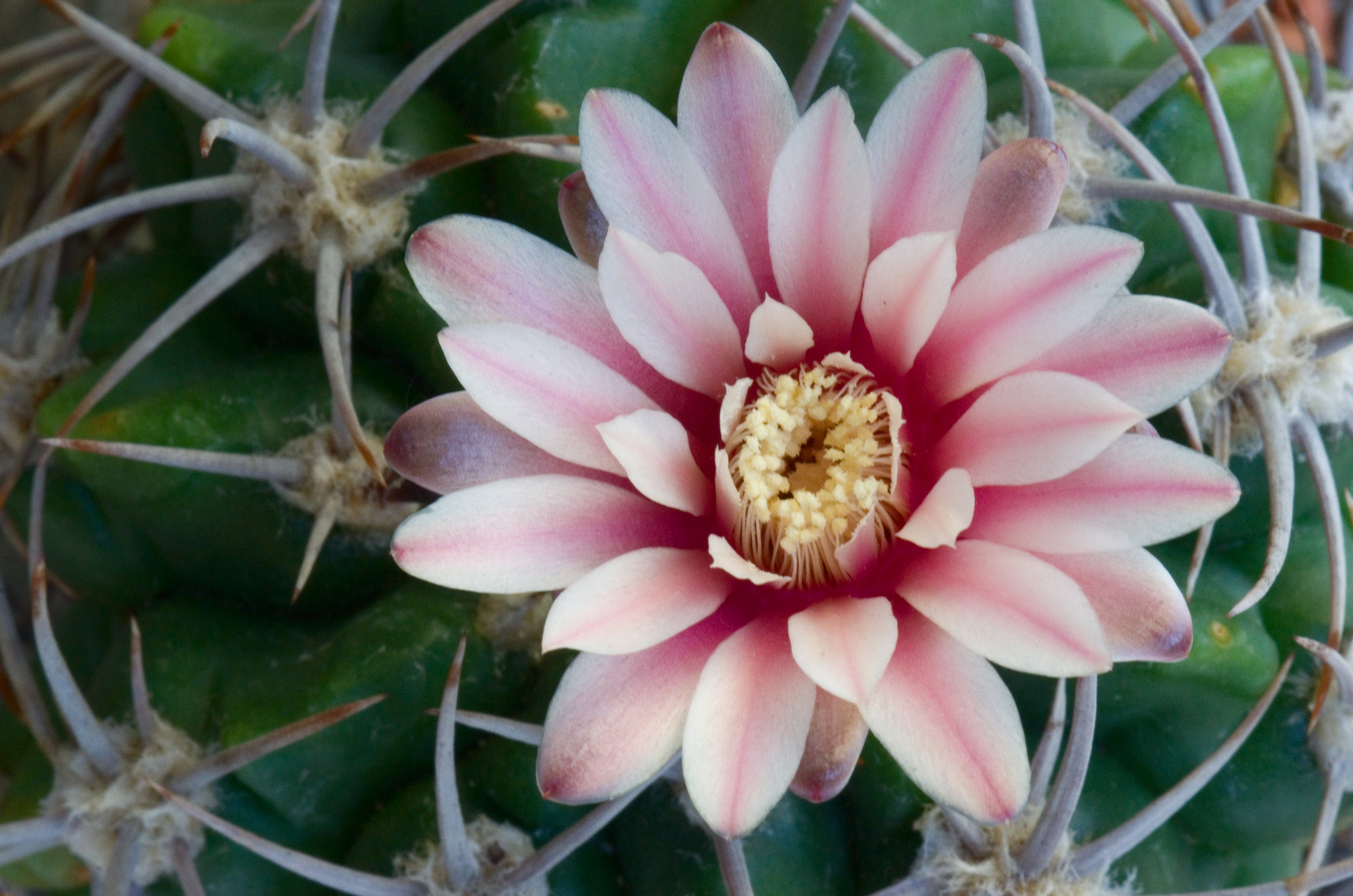
Detail květu
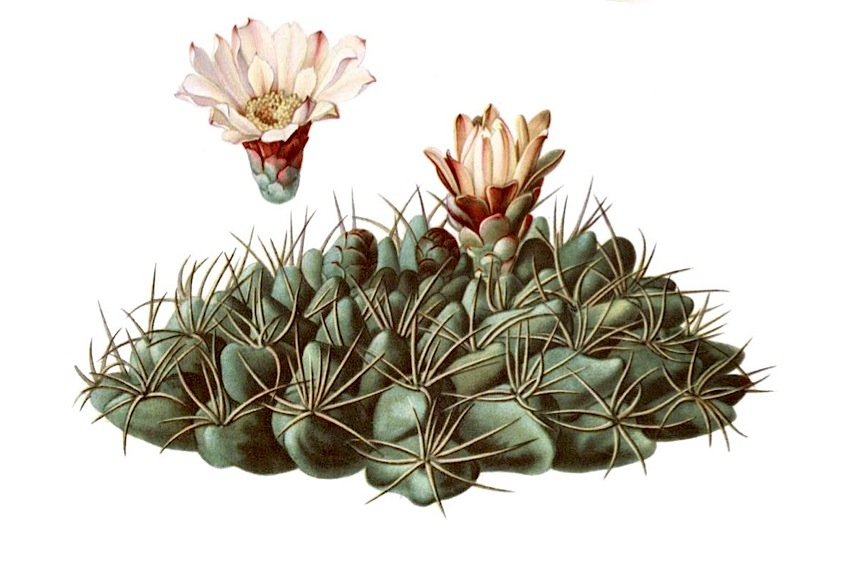
Ilustrace od Mary Emily Eaton
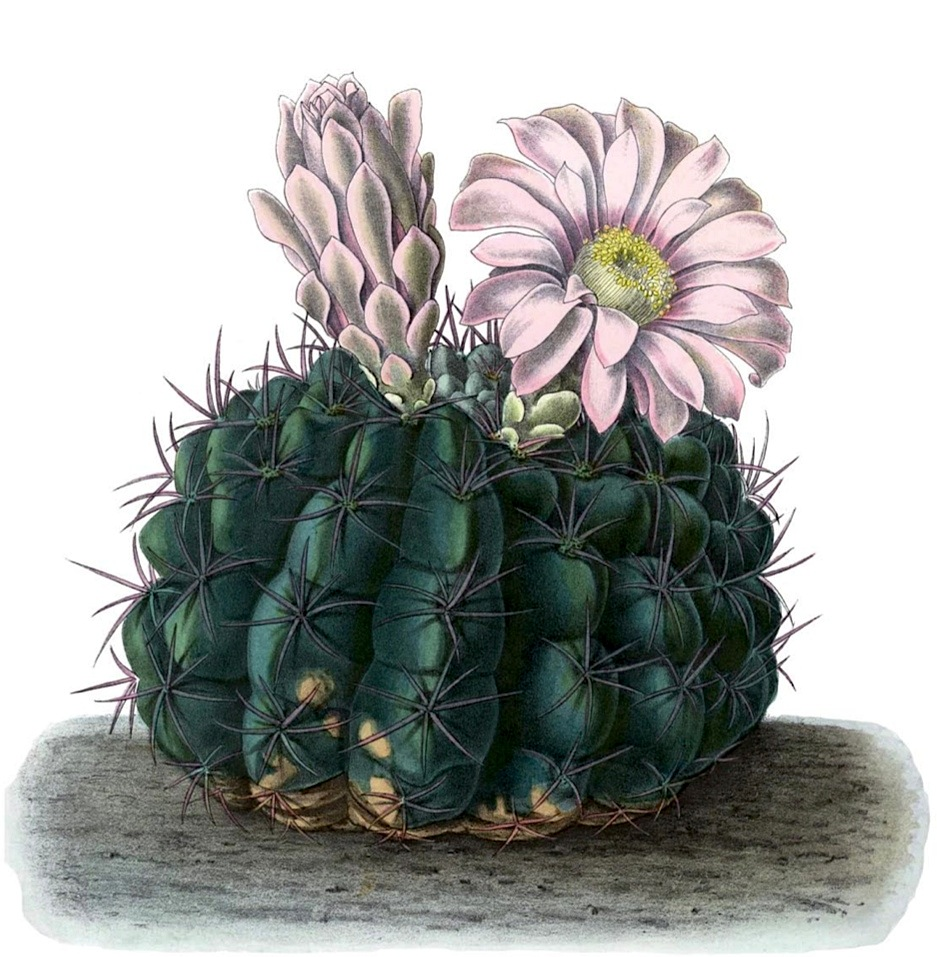
Ilustrace z roku 1904
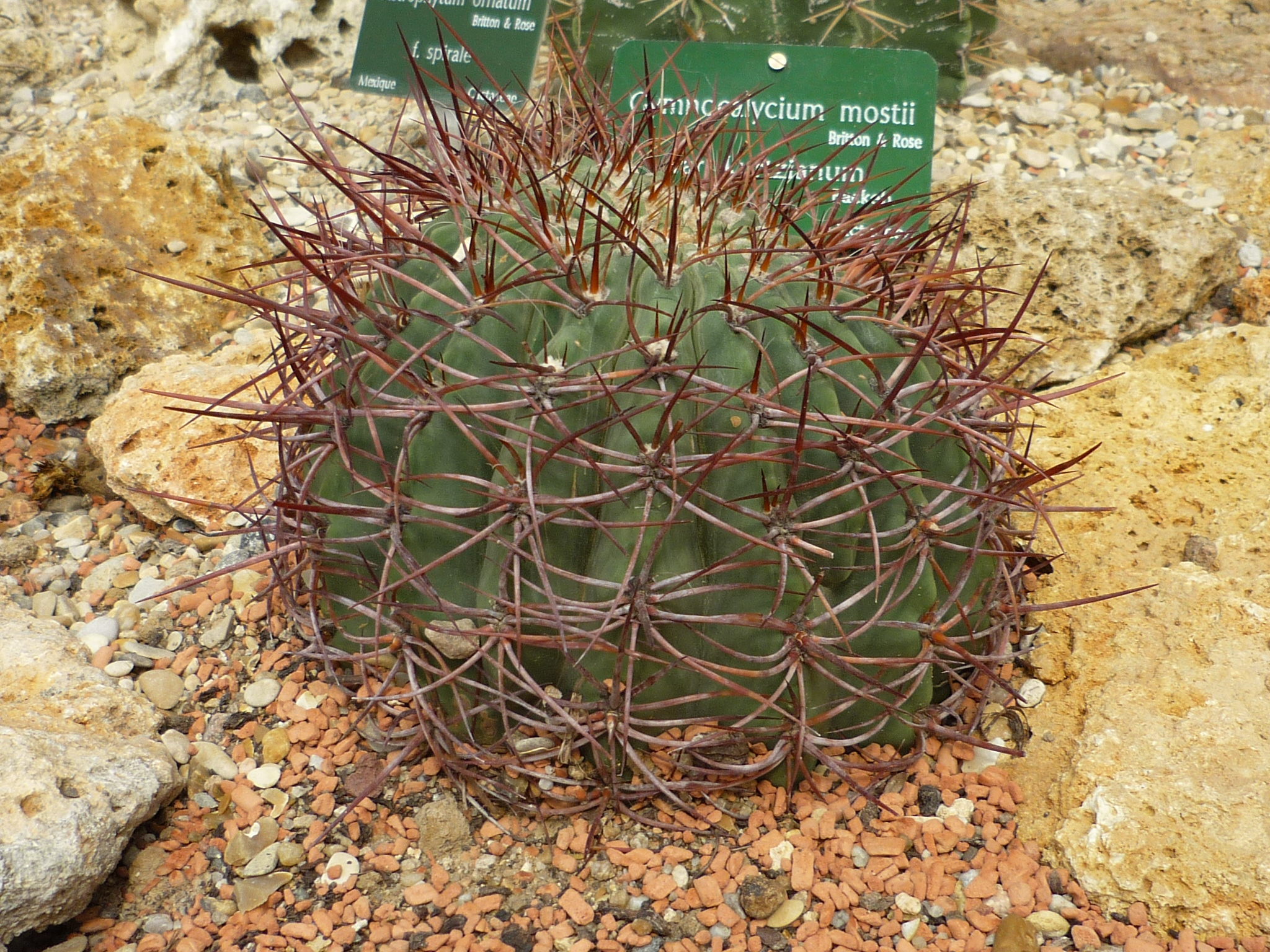
G.mostii var. kurtzianum